# Zelotes egregioides
Espèce
Zelotes egregioides est une espèce d'araignées aranéomorphes de la famille des Gnaphosidae.

## Distribution
Cette espèce se rencontre au Portugal, en Espagne, en France dans les Hautes-Pyrénées et en Italie en Sicile,.

## Description
Les mâles mesurent de 5,53 à 6,00 mm et les femelles de 5,50 à 5,53 mm.

## Systématique et taxinomie
Cette espèce a été décrite par Senglet en 2011.

## Publication originale
- Senglet, 2011 : « New species in the Zelotes tenuis-group and new or little known species in other Zelotes groups (Gnaphosidae, Araneae). » Revue suisse de Zoologie, vol. 118, p. 513-559 (texte intégral).